# 栃木放送宇都宮送信所

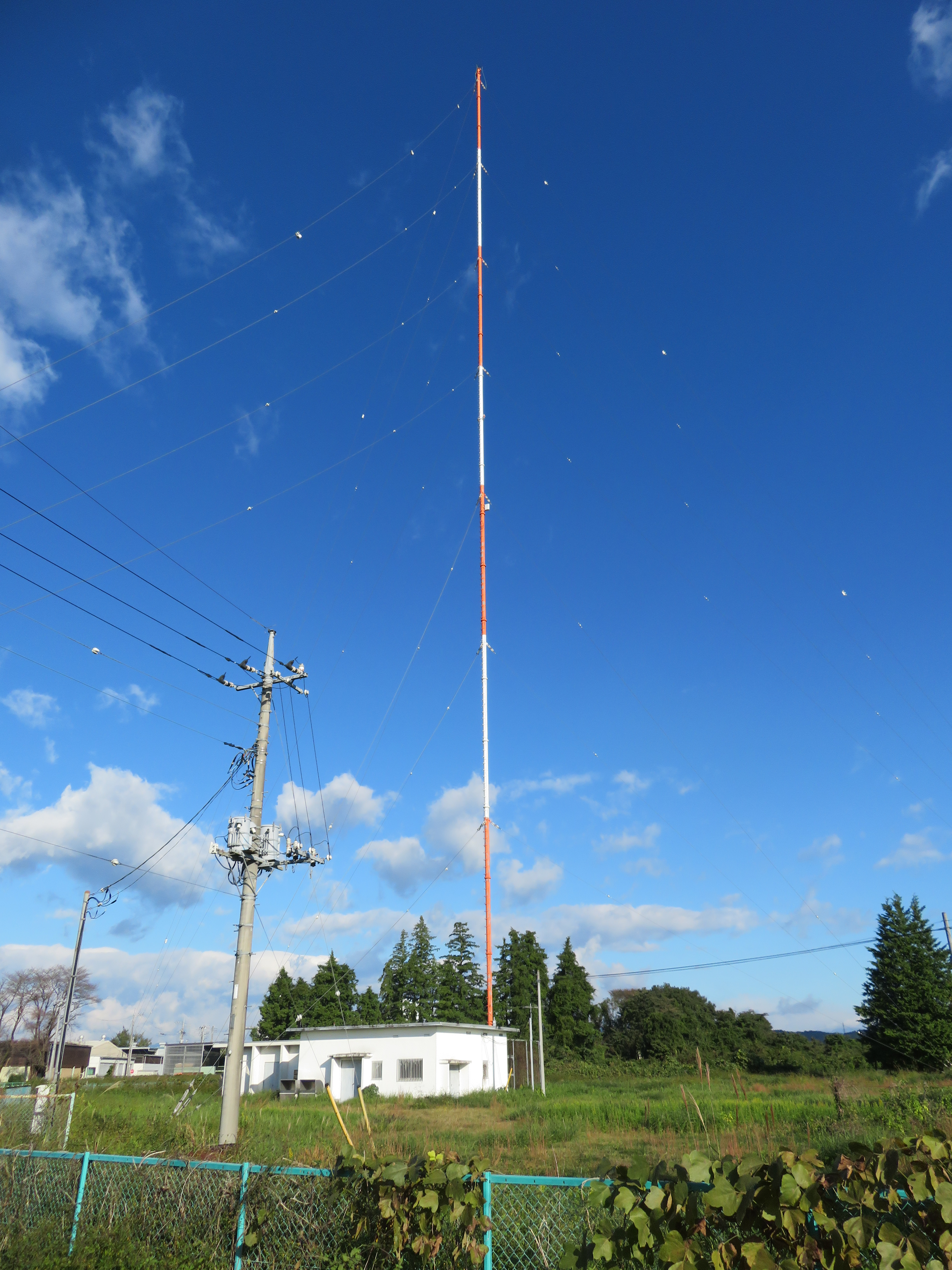
宇都宮送信所

栃木放送宇都宮送信所（とちぎほうそううつのみやそうしんじょ）は栃木県鹿沼市にある栃木放送の送信所である。

## 送信所概要
| 周波数  | 呼出符号    | 放送局名 | 空中線 電力 | 放送対象地域 | 放送区域 内世帯数 | 運用開始日    |
| ------- | ----------- | -------- | ----------- | ------------ | ----------------- | ------------- |
| 1530kHz | CRT栃木放送 | JOXF     | 5kW         | 栃木県       | -                 | 1963年 4月1日 |

- 所在地：鹿沼市[3]深津2525番地
- 送信所は県中部にあり、栃木県内の大半の地域へ電波を発射している。なお、周波数は開局当初から変更されていない。